# 신동력
신동력(1978년 ~ ) 은 대한민국의 연극 배우이다.

## 출연

### 연극
- 2007년: 클라우드 텍토니스
- 2008년: 모델하우스
- 2009년: 밑바닥에서
- 2009년: 이상 열 셋까지 세다
- 2011년: 이기동 체육관

### 영화
- 2007년: 《오래된 정원》- 동력 역
- 2007년: 《수》- 문 형사 역
- 2007년: 《황진이》 - 노름꾼 역
- 2008년: 《6년째 연애중》 - 친구 역
- 2013년: 《관상》- 의원 역
- 2014년: 《맨홀》- 수철 아빠 역
- 2015년: 《강남 1970》- 구사장 패거리 1 역
- 2015년: 《초능력자》- 자전거 구매 남 역
- 2016년: 《나를 잊지 말아요》- 영안실직원 역
- 2017년: 《공조》- 전문가 역
- 2017년: 《원라인》- 마씨 역
- 2017년: 《포크레인》- 술 취한 남자 역
- 2017년: 《유리정원》- 신경외과 의사 역
- 2019년: 《생일》 - 매제 역
- 2019년: 《호흡》 - 부동산 사장 역
- 2022년: 《오마주》 - 서울 프라임 병원 의사 김진호 역
- 2022년: 《20세기 소녀》
- 2023년: 《물귀신》 - 경민 역

### 드라마
- 2014년: 《갑동이》 (tvN) - 몽타주 담당경찰 역
- 2017년: 《별별 며느리》 (MBC) - 주차요원 역
- 2017년: 《황금빛 내 인생》 (KBS 2TV) - 와이모아 뉴스 기자 남정수 역
- 2017년: 《슬기로운 감빵생활》 (tvN) - 기자 역 ep.7
- 2018년: 《나의 아저씨》 (tvN) - 안감독 역
- 2018년: 《남자친구》 (tvN) - 동화호텔 서울 본사 매니저 실장 역
- 2019년: 《왜그래 풍상씨》 (KBS 2TV) - 서울지방법원 집행관사무소 소장 역
- 2019년: 《아이템》 (MBC) - 의사 역
- 2019년: 《더 뱅커》 (MBC) - 장영우 기자 역
- 2019년: 《바람이 분다》 (JTBC) - 장 팀장 역
- 2019년: 《초콜릿》 (JTBC) - 한정기 역 ep.10
- 2019년: 《사랑의 불시착》(tvN) - ep.10
- 2020년: 《낭만닥터 김사부 2》 (SBS) - 거대병원 응급의학과 과장 김일중 역 ep.1
- 2020년: 《사생활》 (JTBC) - 정현철 역
- 2020년: 《경이로운 소문》 (OCN) - 장수 역
- 2020년: 《바람피면 죽는다》 (KBS 2TV) - 의뢰남 (골뱅이집 남편) 역 ep.8 /14
- 2020년: 《이태원 클라쓰》 (JTBC) - 변호사 ep.10
- 2020년: 《쌍갑포차》 (JTBC) - 환생위원 ep.7
- 2020년: 《출사표》 (KBS2) - 마원 신용협동조합 관리자
- 2020년: 《앨리스》 (SBS) - 의사 역 ep.1
- 2021년: 《경찰수업》 (KBS 2TV) - 택시기사 성 기사 역 ep.6 / 8
- 2021년: 《원 더 우먼》 (SBS) - 20분 토론 진행자 역 ep.14
- 2021년: 《대박 부동산》 (KBS2) - 유영순 아들 역 ep.7
- 2021년: 《그래서 나는 안티팬과 결혼했다》 (네이버TV) - 최화진 감독 역 ep. 3-4
- 2022년: 《기상청 사람들: 사내연애 잔혹사 편》 (JTBC) - 국가기상위성센터 직원 역 ep.1 / 8
- 2022년: 《지금부터, 쇼타임!》 (MBC) - 김용주 역 ep. 3-4
- 2022년: 《슈룹》 (tvN) - 어의 역 ep. 15-16
- 2022년: 《작은 아씨들》 (tvN) - 정신병원 원장 역 ep.9
- 2022년: 《아일랜드》 (TVING) - 최기자 역 ep.1
- 2023년: 《더 글로리》 (NETFLIX) - 혜정 의사 역 ep.7
- 2023년: 《퀸메이커》 (NETFLIX) - 파티멤버 ep.2
- 2023년: 《DP 시즌2》 (NETFLIX) - 솔저 ep.5
- 2023년: 《마스크걸》 (NETFLIX) - 택시회사 매니저 ep.3
- 2024년: 《기생수 : 더 그레이》 (NETFLIX)
- 2024년: 《감사합니다》 (tvN) - 리포터 역 ep.11
- 2024년: 《나의 해리에게》 (ENA) - 정현오 아빠 ep.6
- 2024년: 《사랑은 외나무다리에서》 (tvN) - 재무팀장 역 ep.11
- 2025년: 《별들에게 물어봐》 (tvN) - 닥터 ep.9
- 2025년: 《나인퍼즐》 (디즈니+) - 서도호 역 ep.6

### 방송
- 2021년 : 《경이로운 귀환》(OCN‌, tvN)